# Træegern
Træegern er i bred forstand alle egern, der lever i træer. Det gælder f.eks. de omkring 30 arter i slægten Sciurus.
De fleste arter af træegern lever i Nordamerika, Europa, den tempererede del af Asien, Mellemamerika og Sydamerika.  